# Powstanie jońskie
Powstanie jońskie (w latach 499–494 p.n.e.) – rewolta związku miast greckich w Azji Mniejszej przeciwko panowaniu perskiemu. Zostało krwawo stłumione przez Dariusza I Wielkiego po zdobyciu Miletu w roku 494 p.n.e.

## Tło konfliktu
W VI wieku p.n.e. Królestwo Perskie stało się potęgą w świecie starożytnym. W roku 546 p.n.e. władca perski Cyrus II Wielki pokonał Krezusa – króla lidyjskiego – i zajął stolicę kraju, Sardes, dzięki czemu opanował całą Azję Mniejszą, a tym samym greckie polis w Jonii. Sytuacja ta wkrótce doprowadziła do wybuchu konfliktu.
Histiajos, tyran Miletu przetrzymywany wbrew swej woli na dworze króla perskiego, zdecydował się wywołać w Jonii powstanie. Wiedząc, że mieszkańcy miast jońskich nie znoszą perskiej hegemonii, wysłał do Miletu swego zaufanego niewolnika, przesyłając list wytatuowany na ogolonej głowie posłańca. List ten odczytał władający w imieniu teścia Arystagoras i zawiązał spisek. Obaj działali z pobudek osobistych: Arystagorasowi chodziło o zdobycie niepodzielnej władzy, Histiajos liczył na to, że Dariusz jemu właśnie zleci stłumienie powstania i przywróci go do łask.
Przeciwnikiem powstania był historyk Hekatajos, który radził spiskowcom, by, jeżeli zdecydują się chwycić za broń, przede wszystkim zadbali o panowanie na morzu. Do tego potrzebna była jednak współpraca innych greckich polis oraz pieniądze ze skarbca świątyni Apollona w Didymach, do czego ostatecznie nie doszło.
Według Herodota Arystagoras udał się do Grecji właściwej, szukając poparcia. W Sparcie miał rozmawiać z królem Kleomenesem I, starając się przekonać go do wyprzedzającego ataku na Persję (co miało być łatwe), obiecywać miał wielką ilość łupów oraz zwracać uwagę, że stolica, Suza, leży w odległości "zaledwie" trzech miesięcy marszu od wybrzeża. Kleomenes – zdając sobie sprawę, jak pisał Herodot, że na ogromnym obszarze Azji Mniejszej jego wojsko uległoby rozproszeniu – miał odmówić, ale Arystagoras miał mieć więcej szczęścia w Atenach, ponieważ, łatwiej przekonać tysiąc Ateńczyków niż jednego spartańskiego króla. Ateny uznawały się za opiekuna wszystkich Jonów i uważały za swój obowiązek przyjść im z pomocą. Ostatecznie Ateny oddały do dyspozycji powstańców dwadzieścia okrętów, zaś mająca dług wdzięczności wobec Miletejczyków Eretria – pięć.

## Przebieg działań
Początkowo powstańcy – poza wygnaniem lokalnych perskich satrapów i uwolnieniem Pajonów, których Megabazos przesiedlił do Frygii, a których teraz odesłano do rodzinnej Tracji – nie podejmowali żadnych działań zbrojnych, oczekując na przybycie sojuszniczych okrętów. Gdy te pojawiły się wreszcie jesienią roku 499, Jonowie napadli na Sardes, paląc doszczętnie miasto (wraz z powszechnie znaną świątynią Kybele), ale zostali odparci przez garnizon cytadeli, którym dowodził brat królewski Artafernes.
Spalenie Sardes spowodowało rozszerzenie się powstania na państwa greckie nad Hellespontem i Bosforem, co zablokowało łączność Persów z własnymi wojskami stacjonującymi w Tracji, a także zapewniło dowóz, niezbędnego walczącym, zboża z kolonii greckich nad Morzem Czarnym. Jednakże ta nieprzemyślana akcja sprowokowała Persów do uderzenia na ziemie Jonów. Jesienią 498 roku zadali im poważną klęskę pod Efezem.
Po kilku latach ciężkich walk flota jońska poniosła druzgocącą klęskę w roku 494 pod Lade i rebelia została stłumiona przez Persów (kwiat młodzieży jońskiej posłano na dwór Dariusza, gdzie z chłopców uczyniono eunuchów, a z dziewcząt nałożnice). Arystagoras zginął, Histiajosa wbito na pal (jego głowę Artafernes posłał Dariuszowi), a z jońskich miast najgorszy los spotkał Milet. Dla postrachu miasto zostało zrównane z ziemią, a ci, którzy przeżyli oblężenie, poszli w niewolę. Ocalała jedynie Samos, gdyż jej flota we właściwym momencie uciekła spod Lade.

## Najważniejsze wydarzenia powstania
- 499 p.n.e. – oblężenie Naksos
- 498 p.n.e. – spalenie przez Greków Sardes, stolicy satrapii lidyjskiej
- 498 p.n.e. – bitwa morska pod Pamfylią
- 498 p.n.e. – bitwa pod Efezem
- 497 p.n.e. – zdobycie Cypru
- 496 p.n.e. – bitwa nad rzeką Marsyas (Persowie – straty 2000 ludzi, pokonali Karyjczyków – straty 10 000 ludzi)
- 496 p.n.e. – bitwy pod Labrandą i Pedason
- 494 p.n.e. – decydująca bitwa morska pod Lade, w pobliżu Miletu (Grecy 353 okręty, Persowie 600 okrętów)
- 494 p.n.e. – oblężenie Miletu
- 493 p.n.e. – bitwy pod Malene i Chios

## Skutki powstania
Klęskę powstania najdotkliwiej odczuli mieszkańcy Jonii. Większość kwitnących do niedawna ośrodków miejskich zubożała i zaczęła popadać w ruinę. W roku 490 p.n.e. Persowie najechali Attykę, co było odwetem za udział Ateńczyków w spaleniu Sardes. Wygrana w bitwie pod Maratonem udaremniła wprawdzie ten zamiar, ale wojny perskie, które powstanie zapoczątkowało, miały trwać pół wieku.